# Ленин в Октябре
«Ле́нин в Октябре́» — чёрно-белый художественный фильм режиссёра Михаила Ромма, — первая часть дилогии, снятая и выпущенная в прокат в 1937 году. Вторая часть — фильм «Ленин в 1918 году» — вышел в 1939 году.  В 1956 году вышла перемонтированная версия фильма; в 1963 году фильм был отредактирован ещё раз.

## Сюжет
Сюжет описывает события Октябрьской революции 1917 года и роль Ленина в организации восстания большевиков. В Петрограде неспокойно, среди рабочих происходят волнения. Ленин тайно прибывает на вокзал Петрограда, через оцепление его проводит телохранитель — рабочий Василий. Ленин встречается со Сталиным, который показан как его ближайший соратник. Вскоре начинается подпольное собрание Центрального комитета партии большевиков, где готовится восстание.
Далее показаны все важные в новейшей истории СССР события: подготовка восстания на фабриках и заводах Петрограда, известный холостой залп «Авроры», штурм Зимнего дворца. Неоднократно подчёркивается измена Каменева и Зиновьева, которая не смогла сорвать планы большевиков.
Фильм заканчивается провозглашением победы революции на II съезде Советов словами Ленина:
«Товарищи! Рабоче-крестьянская революция, о необходимости которой всё время говорили большевики, совершилась!»

## В ролях
- Борис Щукин — Владимир Ильич Ленин
- Николай Охлопков — Василий, большевик, связной и телохранитель Ленина
- Василий Ванин — Матвеев, большевик
- Владимир Покровский — Дзержинский
- Николай Арский — Блинов, командир красногвардейцев
- Елена Шатрова — Анна Михайловна, хозяйка конспиративной квартиры
- Клавдия Коробова — Наталья, жена Василия
- Николай Свободин — Валериан Рутковский, эсер, помощник министра Временного правительства
- Виктор Ганшин — Жуков, член ЦК партии эсеров
- Владимир Владиславский — Карнаухов
- Александр Ковалевский — Керенский
- Николай Соколов — Родзянко
- Николай Чаплыгин — Кирилин
- Иван Лагутин — Филимонов, филёр
- Семён Гольдштаб — Сталин (в первоначальной версии фильма)
- Александр Гречаный — матрос-агитатор (нет в титрах)
- Фёдор Селезнёв — Пётр, брат Натальи, солдат (нет в титрах)
- Сергей Ценин или камео[2] — Малянтович (нет в титрах)
- Виктор Колпаков — эсер (нет в титрах)
- Инна Фёдорова — кондукторша (нет в титрах)
- Николай Хрящиков — политработник (нет в титрах)
- Анатолий Папанов — рабочий (нет в титрах)

## Съёмочная группа
- Режиссёр-постановщик: Михаил Ромм
- Автор сценария: Алексей Каплер
- Оператор-постановщик: Борис Волчек
- Сорежиссёр: Дмитрий Васильев
- Композитор: Анатолий Александров
- Ассистент режиссёра: Исидор Симков
- Художник-постановщик: Борис Дубровский-Эшке
- Звукооператоры: Владимир Богданкевич, А. Свердлов[3]
- Монтаж: Татьяна Лихачева
- Операторы: Игорь Гелейн, Эра Савельева
- Художник-гримёр: А. Ермолов
- Директоры картины: Игорь Вакар, Н. Привезенцев

## История создания
В 1937 году «Мосфильм» попал в тяжёлое положение: студия не выполняла план по съёмке и имела в портфеле всего два фильма. Время было трагическое — вскоре, в декабре 1937 года был арестован директор студии Борис Бабицкий.
В феврале 1936 года был объявлен конкурс на создание фильма о Ленине и революции к 20-летнему юбилею Великой Октябрьской революции. Конкурс курировал лично Сталин, в комиссию вошли ведущие кинематографисты страны. Фильм родился в результате своеобразного творческого и политического соревнования между студиями «Мосфильм» и «Ленфильм». До того единственной лентой, где был воссоздан образ Ленина на киноэкране, являлся немой фильм «Октябрь» Эйзенштейна. В эпоху звукового кино необходимо было новое экранное воплощение вождя мирового пролетариата.
Одновременно писать сценарии начали Алексей Каплер и Николай Погодин. Сценарий Погодина к будущему фильму «Человек с ружьём» не был принят с первой попытки. Картиной с рабочим названием «Восстание» раньше успели запуститься кинематографисты студии «Мосфильм».
Тема была рискованная, ведь до этого в игровом кино образы Ленина, Сталина и других вождей революции не появлялись. Создателям трудно было опереться на чей-то опыт. При этом показывать фильм предстояло тем, кто знаком с революцией не понаслышке. Режиссёром картины назначили молодого Михаила Ромма, до того известного только по фильму «Тринадцать». Объяснить этот выбор для такой политически важной картины можно только нереально короткими сроками производства фильма, которые отпугнули других режиссеров. «Лучше пострадать за отказ, чем за провал. Каплер предложил  Ромма. На другую работу Ромм сослаться не мог, а соблазн был велик», — так писал об этом Семён Черток. На роль Ленина был утверждён актёр Борис Щукин. Хотя поначалу он отказывался, эта работа стала самой важной в его творческой биографии.

Взятие Зимнего дворца. Кадр из фильма

Съёмки шли авральными темпами. Начались 17 августа 1937 года, а монтаж закончился буквально к самой премьере — то есть менее чем за три месяца.
6 ноября 1937 года фильм был показан Сталину и получил полное одобрение. 7 ноября на торжественном заседании по случаю годовщины революции в Большом театре в Москве с огромным успехом состоялась официальная премьера. Вскоре с неменьшим успехом прошёл прокат 900 копиями по всей стране. В 1938 году состоялась международная премьера во Франции и США. Студия «Мосфильм», которая была на грани банкротства, после фильмов «Волга, Волга» и «Ленин в Октябре» стала лидером киноиндустрии в стране.

## Культурное влияние и значение
Как писал в 1938 году критик «Нью-Йорк Таймс» Фрэнк Ньюджент:
Прежде всего отмечу вклад режиссёра Михаила Ромма и Бориса Щукина, справившегося со столь щекотливой задачей, как сыграть Ленина для советской публики (представьте, если бы кто-то решил, что он вредительски плохо сыграл эту роль). Ромм предпочёл отодвинуть революцию на второй план, а на первом представить личность Ленина. Щукин — это подлинное чудо грима и погружения в персонаж, его Ленин интересен, ярок и симпатичен зрителю.
Фильм «Ленин в Октябре» — первый звуковой фильм советской киноленинианы, одна из наиболее известных советских картин, поскольку её регулярно транслировали по советскому телевидению в красные дни календаря. Фильм пользовался большой популярностью, и на нём «выросло» не одно поколение зрителей и профессионалов кино.

## Разные редакции
После смерти Сталина в картину вносились исправления, связанные с критикой «культа личности» и переоценкой роли Сталина в событиях, показанных в фильме. Так, в 1956 году выходит перемонтированная версия фильма: режиссёр М. Ромм изъял из него сцены, в которых он был одним из главных действующих лиц (например, встреча с Лениным по приезде в Петроград, а также диалог с Василием), купированы соответственно были пояснительные титры о «продолжавшейся четыре часа беседе Ленина и Сталина». В 1963 году, при «восстановлении» уже сокращенной версии в фильм снова внесены изменения: путём различных технических ухищрений он был удалён из картины полностью — в оставшихся фрагментах, на которых фигурировал Сталин, его лицо скрывали доснятыми перед экраном персонажами, а в начале последнего эпизода картины, в котором лидер большевиков под бурные овации собравшихся делегатов съезда встаёт за трибуну, на ней появляется настольная лампа, которая затем исчезает. Упоминания о нём в тех сценах, которые не подлежали изъятию, были или вырезаны, или переозвучены. Так, например, в одной из сцен Ленин поручает Василию: «Бегите к Сталину и Свердлову» — в версии 1963 года он говорит: «Бегите к Бубнову и Свердлову». Появление Сталина в кадре привело к сокращению ещё нескольких сцен, важных для сюжета фильма — сцены диктовки телеграфистке текста «Декрета о земле» и эпизода встречи Василия с Петром, братом его жены и автором письма из деревни, который в сокращённой версии стал безымянным солдатом, не узнавшим Ленина в Смольном. Именно сокращённая версия, вышедшая в 1964 году, показывалась вплоть до конца 1980-х годов по телевидению (после многолетнего перерыва показана на канале «Культура» в рубрике «Иллюзион» 14 мая 2012 года). Она же издавалась на видеокассетах и DVD.

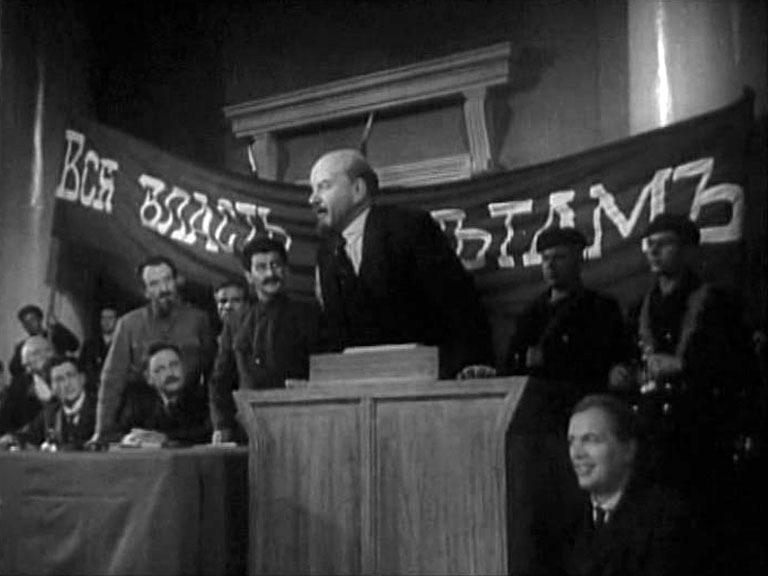
Кадр из финальной сцены первоначальной версии фильма (со Сталиным)

Полный вариант фильма в начале 1990-х годов был впервые показан по российскому телевидению в программе «Киноправда?». В 2017 году полный вариант фильма показан на канале «Культура», в 2018 — на канале «Время». В каталоге Госфильмофонда указаны все три версии фильма (1937, 1956 и 1964 годов).
Много позже, в 1989 году отрывки из этого фильма были использованы для составления альбома «Лениниана» проекта «Коммунизм» при участии Егора Летова и Константина Рябинова.

## Трактовка исторических событий
Создатели фильма истолковали ключевые события октября 1917 года с точки зрения официальной советской историографии, принятой на момент работы над ним.
- Артиллерийский обстрел Зимнего дворца имел место. Но немногочисленные охранявшие его отряды юнкеров в реальности не оказали активного сопротивления восставшим, тогда как в фильме показана сильная перестрелка между восставшими и защищающимися[11].
- Фраза Ленина: «Вот полюбуйтесь, товарищ Василий, как эти святоши, эти политические проститутки нас предали. Предали партию, выдали планы ЦК!» — вымысел создателей картины, но фраза эта стала крылатой и часто приписывается самому Ленину (в октябре 1917 года у него действительно были серьёзные политические разногласия с Каменевым и Зиновьевым, так что создатели здесь были недалеки от исторических реалий)[12].
- Знаменитая сцена взятия Зимнего дворца часто цитировалась, и, в отрыве от контекста фильма, стала восприниматься зрителями едва ли не как документальные кадры. На деле документальная съёмка взятия Зимнего никем не производилась. Сцена штурма, показанная как в «Октябре» Эйзенштейна, так и в фильме «Ленин в Октябре», является постановочной[13].

## Награды и премии
- 1941 — Сталинская премия. Режиссёр Михаил Ромм и исполнитель главной роли Борис Щукин (посмертно)[14].